# 2012年亞洲棒球錦標賽
2012年亞洲棒球錦標賽（2012 Asian Baseball Championship），是第廿六屆亞洲棒球錦標賽， 2012年11月28日-12月2日於臺中市舉行，該錦標賽亞洲棒球總會最高層級的賽事，本屆比賽原訂2011年在菲律賓舉行，但菲律賓放棄主辦，而後由亞洲棒球總會決定延至2012年於中華民國舉行。

## 參賽資格
本次賽事因為賽事延後舉辦，參賽資格相較於前幾屆有所更動。本次賽事具有參賽資格隊伍共有六隊，分別是第二十五屆亞洲棒球錦標賽前四名球隊，第十屆亞洲盃棒球賽西南亞區、東南亞區的兩支冠軍球隊。
- 參賽隊伍
  - 日本 - 第二十五屆亞洲棒球錦標賽冠軍
  - 中華臺北 - 第二十五屆亞洲棒球錦標賽亞軍
  - 韓國- 第二十五屆亞洲棒球錦標賽季軍
  - 中國 - 第二十五屆亞洲棒球錦標賽殿軍
  - 巴基斯坦 - 第十屆亞洲盃棒球賽西南亞區冠軍
  - 菲律賓 - 第十屆亞洲盃棒球賽東南亞區的冠軍

## 代表隊名單
- 日本
  - 總教練：小島啓民
  - 教練團：善波達也、中島彰一、堀井哲也
  - 選手
    - 投　手：新垣勇人、秋吉亮、吉永健太朗、片山純一、大瀨良大地、大城基志、濱野雅慎、吉田一将
    - 捕　手：石川修平、中野滋樹、二葉祐貴
    - 內野手：山本真也、岩本康平、井上晴哉、多幡雄一、田中廣輔、川戸洋平、吉田潤、山川穗高
    - 外野手：堀越匠、井領雅貴、藤島琢哉、林稔幸、松本晃

- 中華臺北
  - 總教練：謝長亨
  - 教練團：陳琦豐、陳威成、謝承勳
  - 選手
    - 投　手：傅于剛、林煜清、曾仁和、官大元、鄭凱文、王躍霖、林羿豪、林家瑋、陳鴻文、張耿豪、賴鴻誠
    - 捕　手：鄭達鴻、凃壯勳
    - 內野手：李秉諺、林志祥、王勝偉、鄧志偉、潘志芳、陳江和
    - 外野手：周思齊、張正偉、郭俊佑、高國輝、陳品捷

- 韓國
  - 總教練：李然洙
  - 教練團：朴治王、李相蕃、張在仲
  - 選手
    - 投　手：尹根永、陳海洙、尹智雄、金大祐、陳詺昊、鄭寅煜、金敏洙、金琦泰、洪成武
    - 捕　手：李宰元、崔在勳、金玟秀
    - 內野手：高永民、趙平浩、金容儀、崔允碩、鄭勳、吳先真、姜玟局
    - 外野手：李英旭、李俊浩、朴正俊、徐鏞周、鄭亨植

- 中國
  - 總教練：John McLaren
  - 教練團：Bruce Hurst、張玉峰、易勝
  - 選手
    - 投　手：冉松、羅夏、李帥、李鑫、劉宇、李文明、孟慶遠、卜濤、楊海帆、陳坤、陳鋒、呂建剛、朱大衛
    - 捕　手：孟偉強、王偉、張凡
    - 內野手：國濤、杜曉磊、李磊、安旭、陸毅、褚夫佳
    - 外野手：賴競峰、陸振洪、崔曉、範傑

- 巴基斯坦
  - 總教練：Khawaja Muhammad Saad
  - 教練團：Hawan Dong Hoon、Mussadiq Hanif、Ali Raza
  - 選手
    - 投　手：Amir Iqbal、Muhammad Touseef、Muhammad Usman、Tamoor Adil Gillani、Tariq Nadeem、Shaheryar Waseem、Abdul Wadood Khan、Saleem Haider
    - 捕　手：Zaheer Bashir、Umair Imdad Bhatti
    - 內野手：Ahsan Baig、Basit Murtaza、Zubair Nawaz、Usman Azam
    - 外野手：Syed Dur I Hussain、Nasir Iqbal、Sumair Zawar、Muhammad Asif Mushtaq

- 菲律賓
  - 總教練：Alfonso Eizmendi
  - 教練團：Wilfredo Hidalgo Jr.、Roel Empacis、Kunifumi Itakura
  - 選手
    - 投　手：Binarao Ernesto、Dela Calzada Darwin、Eguia Vladimir、Jasmin Romeo Jr.、Labrador Charlie、Jon Jon Robles、Munoz Carlos Alberto
    - 捕　手：Piñero Junnifer、Roja Rommel、Olivarez Alfredo Jr.、Remollo Felipe Claudio
    - 內野手：Angeles Ruben、Candela Francis、Canlas Christian、Orillana Joseph、Vazquez Andres、Zialcita Michael Justin、Pareja Jennald、Galedo Christian
    - 外野手：Malig Marvin、Omandac Saxon、Ponce Jonash、Rances Fulgencio Jr.、Ireton William

## 各場戰績
- 成績表

| 隊伍     | 賽數 | 勝場 | 敗場 | 最終排名 |
| -------- | ---- | ---- | ---- | -------- |
| 日本     | 5    | 5    | 0    | 1        |
| 中華臺北 | 5    | 4    | 1    | 2        |
| 韓國     | 5    | 3    | 2    | 3        |
| 中國     | 5    | 2    | 3    | 4        |
| 菲律賓   | 5    | 1    | 4    | 5        |
| 巴基斯坦 | 5    | 0    | 5    | 6        |

- 各場戰績

| 場次 | 比賽日期   | 當地時間 | 主場球隊 | 比數   | 客場球隊 | 比賽球場   | 備註                               |
| ---- | ---------- | -------- | -------- | ------ | -------- | ---------- | ---------------------------------- |
| G1   | 11/28 (三) | 12:00    | 韓國     | 6 : 3  | 菲律賓   | 洲際棒球場 |                                    |
| G2   | 11/28 (三) | 12:00    | 巴基斯坦 | 0 : 7  | 中國     | 台中棒球場 | 5局因雨裁定                        |
| G3   | 11/28 (三) | 18:30    | 中華臺北 | 1 : 2  | 日本     | 洲際棒球場 | 開幕賽                             |
| G4   | 11/29 (四) | 12:00    | 中國     | 0 : 4  | 韓國     | 洲際棒球場 |                                    |
| G5   | 11/29 (四) | 14:00    | 日本     | 13 : 0 | 巴基斯坦 | 台中棒球場 | 7局                                |
| G6   | 11/29 (四) | 18:30    | 菲律賓   | 1 : 12 | 中華臺北 | 洲際棒球場 | 8局                                |
| G7   | 11/30 (五) | 12:00    | 巴基斯坦 | 0 : 5  | 韓國     | 洲際棒球場 | 3局因雨保留至19:00因雨移至臺中球場 |
| G8   | 11/30 (五) | 14:00    | 日本     | 1 : 0  | 菲律賓   | 台中棒球場 | 因雨延後3小時開打7局因雨裁定       |
| G10  | 12/1 (六)  | 12:00    | 巴基斯坦 | 0 : 15 | 中華臺北 | 洲際棒球場 | 7局                                |
| G11  | 12/1 (六)  | 14:00    | 中國     | 16 : 0 | 菲律賓   | 台中棒球場 | 7局                                |
| G12  | 12/1 (六)  | 18:30    | 韓國     | 0 : 4  | 日本     | 洲際棒球場 |                                    |
| G13  | 12/2 (日)  | 12:00    | 中國     | 1 : 10 | 日本     | 洲際棒球場 |                                    |
| G14  | 12/2 (日)  | 14:00    | 菲律賓   | 2 : 0  | 巴基斯坦 | 台中棒球場 |                                    |
| G15  | 12/2 (日)  | 18:30    | 中華臺北 | 7 : 0  | 韓國     | 洲際棒球場 |                                    |
| G9   | 12/3 (一)  | 18:30    | 中華臺北 | 3 : 1  | 中國     | 洲際棒球場 | 因雨延至12/3                       |

## 個人獎項
- 打擊王： 日本 崛越匠（打擊率 0.455）
- 打點王： 日本 崛越匠（打點 7）
- 全壘打王：  趙平鎬（全壘打 1）
- 得分王： 中華臺北 張正偉（得分 6）
- 盜壘王： 中国 崔曉（盜壘成功 14）
- 勝率王： 日本 秋吉亮（3勝、勝率 1.000）
- 防禦率王：  鄭寅煜（9.2局、防禦率 0）
- 最佳防守球員： 日本 田中廣輔
- ＭＶＰ： 日本 片山純一　